# Hybolasioptera elymi
Hybolasioptera elymi är en tvåvingeart som beskrevs av Gagne 1969. Hybolasioptera elymi ingår i släktet Hybolasioptera och familjen gallmyggor.
Artens utbredningsområde är Kansas. Inga underarter finns listade i Catalogue of Life.